# Urtica rupestris
Urtica rupestris är en nässelväxtart som beskrevs av Giovanni Gussone. Urtica rupestris ingår i släktet nässlor, och familjen nässelväxter. Inga underarter finns listade i Catalogue of Life.